# Igor Ter-Ovanesyan
Igor Aramovich Ter-Ovanesyan (em russo: Игорь Арамович Тер-Ованесян, Kiev, 19 de maio de 1938) é um antigo atleta ucraniano, de etnia arménia, que ao serviço da União Soviética ganhou a medalha de bronze do salto em comprimento nos Jogos Olímpicos de 1960 e de 1964.
Ao longo de uma extensa carreira internacional, que estendeu de 1958 a 1972, Ter-Ovanesyan foi várias vezes campeão europeu e campeão mundial universitário.
Bateu o recorde mundial do salto em comprimento por duas ocasiões: 8.31 m, em Yerevan, em 10 de julho de 1962; e 8.35 m, na Cidade do México, em 19 de outubro de 1967.
Para além das duas medalhas obtidas em 1960 e 1964, participou também nas Olimpíadas de 1968 (4º lugar) e 1972 (não apurado para a final).
Depois de se retirar das competições, Ter-Ovanesyan tornou-se treinador de equipa soviética de saltadores de comprimento. Ainda hoje treina alguns atletas famosos, tais como a campeã europeia de 2010, a letã Ineta Radeviča.